# Verbandsgemeinde Bitburger Land
Verbandsgemeinde Bitburger Land – gmina związkowa w Niemczech, w kraju związkowym Nadrenia-Palatynat, w powiecie Eifelkreis Bitburg-Prüm. Siedziba gminy związkowej znajduje się w mieście Bitburg, które jednak do gminy związkowej nie należy. Powstała 1 lipca 2014 z połączenia gminy związkowej Bitburg-Land z gminą związkową Kyllburg.

## Podział administracyjny
Gmina związkowa zrzesza 71 gmin, w tym jedną gminę miejską (Stadt) oraz 70 gmin wiejskich:
| * Badem            | * Hamm                  | * Oberweiler   |
| * Balesfeld        | * Heilenbach            | * Oberweis     |
| * Baustert         | * Olsdorf               |                |
| * Bettingen        | * Hütterscheid          | * Orsfeld      |
| * Bickendorf       | * Hüttingen an der Kyll | * Pickließem   |
| * Biersdorf am See | * Idenheim              | * Rittersdorf  |
| * Birtlingen       | * Idesheim              | * Röhl         |
| * Brecht           | * Ingendorf             | * Sankt Thomas |
| * Brimingen        | * Kyllburg              | * Scharfbillig |
| * Burbach          | * Kyllburgweiler        | * Schleid      |
| * Dahlem           | * Ließem                | * Seffern      |
| * Dockendorf       | * Malberg               | * Sefferweich  |
| * Dudeldorf        | * Malbergweich          | * Seinsfeld    |
| * Echtershausen    | * Meckel                | * Steinborn    |
| * Ehlenz           | * Messerich             | * Stockem      |
| * Enzen            | * Metterich             | * Sülm         |
| * Eßlingen         | * Mülbach               | * Trimport     |
| * Etteldorf        | * Nattenheim            | * Usch         |
| * Feilsdorf        | * Neidenbach            | * Wettlingen   |
| * Fließem          | * Neuheilenbach         | * Wiersdorf    |
| * Gindorf          | * Niederstedem          | * Wilsecker    |
| * Gondorf          | * Niederweiler          | * Wißmannsdorf |
| * Gransdorf        | * Oberkail              | * Wolsfeld     |
| * Halsdorf         | * Oberstedem            | * Zendscheid   |